# Herbert Gasser
Herbert Spencer Gasser (Platteville, 5 de Julho de 1888 — Nova Iorque, 11 de Maio de 1963) foi um fisiologista estadunidense. Foi agraciado com o Nobel de Fisiologia ou Medicina de 1944, por realizar estudos sobre fibras nervosas.

## Biografia
Gasser frequentou a State Normal School em Platteville, depois entrou na Universidade de Wisconsin em 1907. Concluindo seus estudos de graduação em zoologia em apenas dois anos, ele se matriculou na faculdade de medicina da universidade em 1909, estudando fisiologia com Joseph Erlanger e farmacologia com Arthur S. Loevenhart. Ainda estudante, foi nomeado instrutor de farmacologia (1911). Como a UW fornecia apenas instrução médica pré-clínica, Gasser foi transferido para a Johns Hopkins School of Medicine em 1913, onde se graduou em medicina em 1915. Ele então voltou para a UW como instrutor de farmacologia. Em 1916, Gasser mudou-se para o departamento de fisiologia da Universidade de Washington.
Quando os Estados Unidos se envolveram na Primeira Guerra Mundial e os exércitos começaram a usar a guerra química, Gasser foi instado a contribuir com seu conhecimento de fisiologia humana para o assunto. Consequentemente, no verão de 1918 ele se juntou ao Serviço de Guerra Química das Forças Armadas em Washington D.C. Após o armistício, ele retornou à Universidade de Washington, onde foi nomeado professor de farmacologia em 1921.
Durante os anos de 1923 a 1925, Gasser estudou em Londres, Paris e Munique com uma bolsa da Fundação Rockefeller, com o objetivo de melhorar o calibre da educação médica nos Estados Unidos. Depois de concluir esses estudos, ele voltou para a Universidade de Washington.
Em 1931, Gasser mudou-se para a cidade de Nova York e tornou-se professor de fisiologia no Cornell Medical College. Após quatro anos no cargo, ele foi nomeado o segundo diretor do Rockefeller Institute, após a longa gestão de Simon Flexner, que fundou o instituto. Ele permaneceu nessa posição até 1953.
Em 1936, Gasser e Erlanger deram uma série de palestras na Universidade da Pensilvânia, resumindo suas investigações sobre as ações das células nervosas humanas. Este trabalho levou ao seu reconhecimento em 1944, quando receberam conjuntamente o Prêmio Nobel (Gasser usou o dinheiro do prêmio para financiar pesquisas adicionais sobre o assunto).
Após sua aposentadoria do Rockefeller Institute em 1953, Gasser continuou suas pesquisas. Ele publicou mais de 100 artigos científicos durante sua vida. Ele morreu na cidade de Nova York em 11 de maio de 1963. Ele nunca se casou.